# レオ10世と二人の枢機卿
『レオ10世と二人の枢機卿』（伊: Portrait of Pope Leo X with two Cardinals, 英: Portrait of Pope Leo X with two Cardinals）は、盛期ルネサンスのイタリアの巨匠ラファエロ・サンツィオが1518年に制作した絵画である。油彩。ローマ教皇レオ10世と2人の枢機卿ジュリオ・デ・メディチ（後の教皇クレメンス7世）とルイージ・デ・ロッシを描いた肖像画である。ラファエロの肖像画の中で最もサイズが大きく、公式の肖像画としてではなく、メディチ家の一族を描いた私的な肖像画として制作された。現在はフィレンツェのウフィツィ美術館に所蔵されている。

## モデル
描かれた人物はいずれもフィレンツェの僭主ピエロ・ディ・コジモ・デ・メディチとルクレツィア・トルナブオーニの子、ロレンツォ・デ・メディチ、ジュリアーノ・デ・メディチ、および娘マリア・ディ・ピエロ・デ・メディチの子供たちである。教皇レオ10世の本名はジョヴァンニ・デ・メディチであり、メディチ家の最盛期を築いた当主ロレンツォ・デ・メディチの次男として生まれた。1492年にわずか16歳で枢機卿となったが、父ロレンツォの死後の1494年に兄ピエロ・ディ・ロレンツォ・デ・メディチらとともにフィレンツェを追放された。1503年にメディチ家の当主であったピエロが死去すると、当主の座を継ぎ、1512年にフィレンツェに侵攻してメディチ家を再興した。彼が37歳の若さで教皇に選出されたのはその翌年の1513年であった。
枢機卿ジュリオ・デ・メディチはジュリアーノ・デ・メディチとその愛人フィオレッタ・ゴリーニとの間に生まれた。父ジュリアーノは1478年のパッツィ家の陰謀で暗殺され、母フィオレッタはその1か月後にジュリオを出産したが、ジュリアーノの後を追うようにすぐに死去したため、ジュリオは早い段階でロレンツォ・デ・メディチに引き取られた。ピサ大学で教会法を学んだジュリオは、ジョヴァンニがフィレンツェを取り戻し、1513年に教皇に選出されると、レオ10世によって同年3月に枢機卿に、さらに5月9日にフィレンツェの大司教に任命された。レオ10世の死後はハドリアヌス6世が教皇に選出されたが、1年で死去し、続いてジュリオがクレメンス7世として教皇に選出された。
枢機卿ルイージ・デ・ロッシは父レオネット・デ・ロッシ（Leonetto de' Rossi）と、ロレンツォ・デ・メディチの姉妹マリア・ディ・ピエロ・デ・メディチの息子として生まれた。そのため、ロレンツォの次男であるジョヴァンニ（レオ10世）とは従兄弟の関係にあった。1479年に母マリアが死去し、さらに1485年に父レオネットが横領で投獄されたとき、ルイージもまたおそらくジュリオ同様にロレンツォ・デ・メディチの家に迎え入れられ、ジョヴァンニらとともに教育されたと考えられている。彼が枢機卿に任命されたのはレオ10世即位後の1517年である。

## 制作経緯

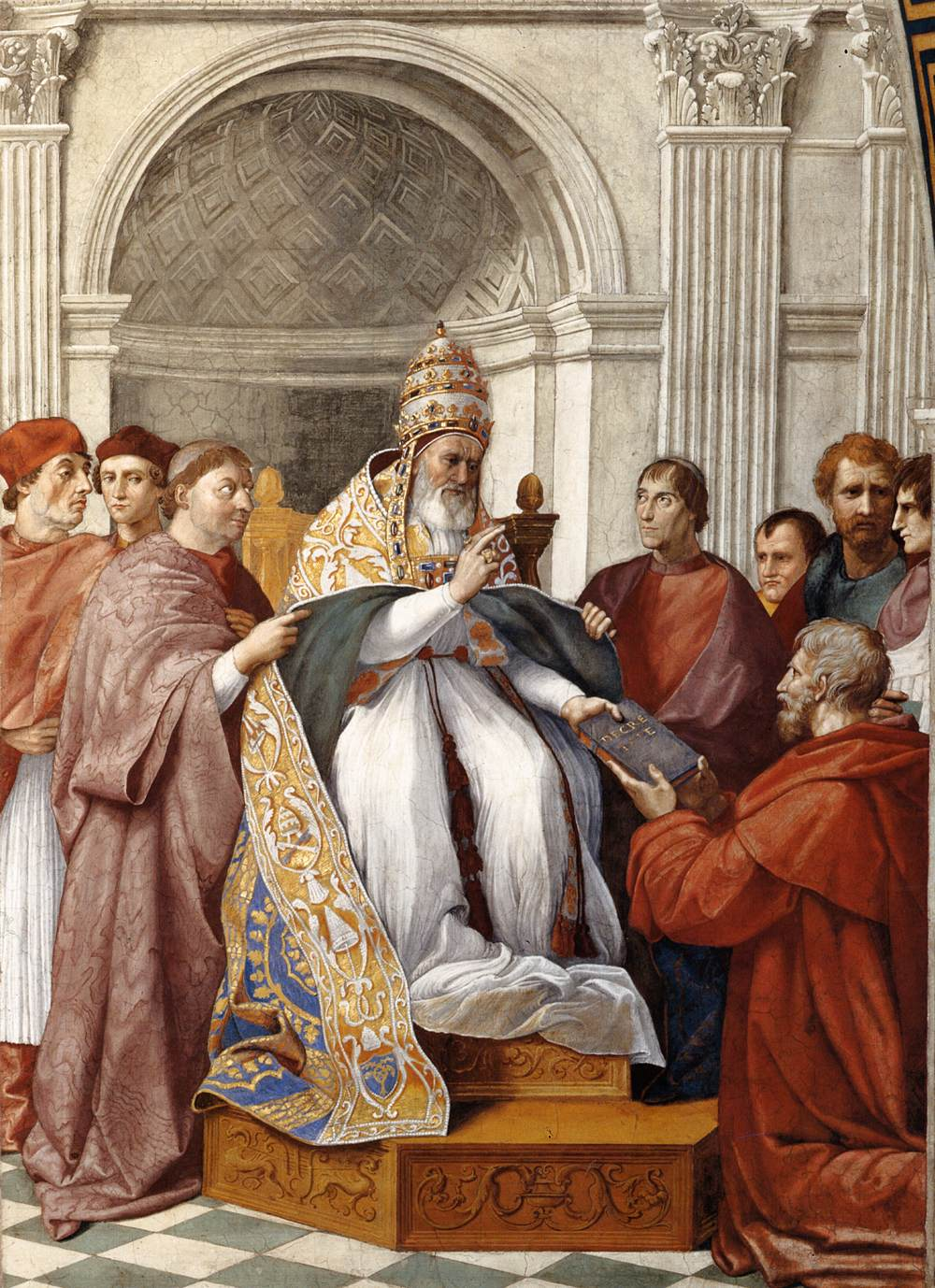
「署名の間」の壁画の1つ『グレゴリウス9世による教令集の授与』。

肖像画は教皇レオ10世の甥にあたるウルビーノ公爵ロレンツォ2世・デ・メディチの、1518年9月18日のフィレンツェ入城に合わせて発注された。ロレンツォはフランスで国王フランソワ1世の親戚マッダレーナ・ド・ラ・トゥール・ドーヴェルニュと結婚したばかりであった。教皇は1513年にロレンツォにローマの市民権を与え、1516年には教皇軍総司令官に任命している。枢機卿ジュリオ・デ・メディチは大司教としてフィレンツェ聖職界に君臨しており、ロレンツォとフランソワ1世の血縁との結婚によってメディチ家にはさらに広範囲に及ぶ影響力を権力を確立するに至った。こうした重要な意味を持つロレンツォの結婚を祝うため、絵画はラファエロに発注され、ヴァチカンを動くことができない教皇に代わってローマからフィレンツェに送られた。翌年、ロレンツォとマッダレーナとの間には後のアンリ2世王妃カトリーヌ・ド・メディシスが生まれたが、間もなくロレンツォは梅毒で、マッダレーナはペストで死去した。

## 作品
従兄弟関係にあたる3人の聖職者たちがレオ10世を中心に描かれている。彼らはがいる空間はおそらくヴォールト天井の小型の書斎であり、画面全体は威厳のある紅色のトーンと輝きのある白色でまとめられている。中央のレオ10世は正面からではなく斜めから描かれ、紅色のテーブルクロスが掛けられた机の前で、肘掛椅子に座っている。レオ10世は白いダマクス織のシャツの上に、シロテンの毛皮を詰めた白い豪華なダマクス織の上着を着ている。その上にやはりシロテンの毛皮の房飾りがついた、緋色のビロードのモゼッタをまとい、カマウロを被っている。2人の枢機卿も白いシャツの上に絹のモゼッタをまとい、頭にカロッタを被っている。レオ10世は読書用のルーペを左手に持ち、右手を写本の上に置いて、ゆったりと座っている。しかし写本には目を通さずに、真っ直ぐ画面の左方向を見つめている。机の上に置かれた写本は豪華に彩色されている。これはナポリのアンジュー家のために制作され、現在ベルリン版画素描館に所蔵されている14世紀の『ハミルトン聖書』であり、開かれているページは「ヨハネによる福音書」の冒頭部分であることがはっきり判別できる。写本の横には精巧な意匠のベルが置かれ、机上のモチーフを補いつつ、完全な空間を作り出している。画面左の枢機卿ジュリオ・デ・メディチは教皇の身体の向きと直交する形で座り、教皇と同様に真っ直ぐに画面の右方向を見つめている。ただ1人、枢機卿ルイージ・デ・ロッシだけが肘掛椅子の背もたれの黄金の球体の後ろから鑑賞者の側を見つめている。
ヴァザーリは早くも本作品について『画家・彫刻家・建築家列伝』の中で、肖像画の様々なモチーフの質感や細部の描写を賛美している。人物の表現についても迫真に満ちた描写で鑑賞者に強い印象を与える。ラファエロはレオ10世とある時期、毎日会ったことが知られており、レオ10世や他の2人の枢機卿の人間性を熟知していたに違いない。
構図の着想源としては、ラファエロ自身が以前に「署名の間」で制作した類似の群像肖像壁画『グレゴリウス9世による教令集の授与』（Gregory IX Approving the Decretals）が指摘されている。この壁画の中でユリウス2世は玉座に座ったグレゴリウス9世として斜めの角度から描かれている。また周囲の群像の中には当時枢機卿だったレオ10世が描かれている。しかし、より直接的なものとして、ジャン・フーケが1443年から1446年に制作した『エウゲニウス4世と二人の側近』との関連性が指摘されている。
制作はほぼラファエロの手でなされている。ヴァザーリはジュリオ・ロマーノの関与を仄めかしているが、実際のところ、肖像画で確認できるジュリオ・ロマーノのタッチは微々たるものである。科学的な調査はラファエロが3人の素描を個別に行い、この画面で組み合わせたことを示唆している。

## 来歴

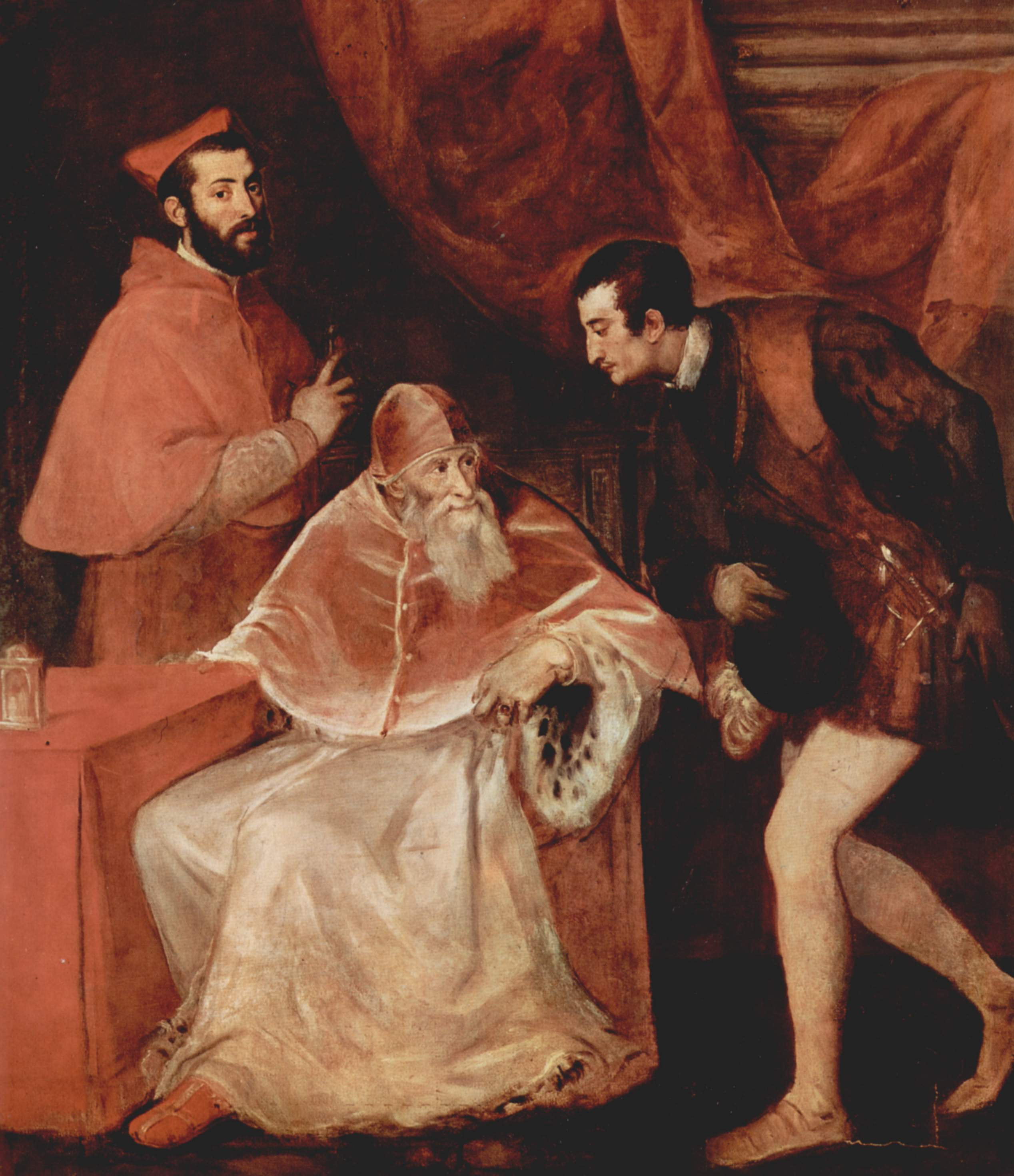
ティツィアーノ・ヴェチェッリオの『パウロ3世のとその親族の肖像』。本作品に強い影響を受けて制作された。カポディモンテ美術館所蔵。

肖像画は1518年にフィレンツェに送られ、ロレンツォとマッダレーナの結婚の祝宴のテーブルに設置された。ヴァザーリによると、1524年にマントヴァ侯爵フェデリコ2世・ゴンザーガはオッタヴィアーノ・デ・メディチの邸宅で肖像画を賞賛し、クレメンス7世に本作品を譲ってくれるようにと懇願した。この願いは聞き届けられたが、他のメディチ家の人間にそのつもりはなく、密かにアンドレア・デル・サルトに複製の制作を依頼して送ったという話を報告している。しかし往復文書は侯爵が1525年以前に絵画を受け取っていなかったことを示しているので、実際にはそれは誤った話と考えられている。その後、肖像画は1589年にウフィツィ美術館の目録に記録され、1799年から1816年にかけてナポレオンの略奪品の1つとしてフランスに送られた。ウフィツィ美術館とパラティーナ美術館の統合に伴い、館長のアイケ・シュミットはコレクションの再編成を行い、19世紀まで作品が展示されていたピッティ宮殿のパラティーナ美術館に肖像画を割り当てた。1995年の修復の後、2017年から2018年に再び修復された。

## 影響
本作品はヴァザーリが制作したものを含め、様々な複製が制作されている。本作品の最初の熱狂的な賛美者であるヴァザーリは、アンドレア・デル・サルトが複製を制作していたときに彼の工房で働いていたため、本作品だけでなくデル・サルトの複製についてもよく知っていた。デル・サルトの複製に関する記述やその複製は、本作品に繰り返された賛美の多さを証明している。この現在ナポリのカポディモンテ美術館に所蔵されている複製が最大の影響力を発揮したのは、ティツィアーノ・ヴェチェッリオが1546年に制作した『パウロ3世のとその親族の肖像』（Pope Paul III and His Grandsons）に対してであった。ヴァザーリはティツィアーノの作品より早い1536年に、オッタヴィアーノ・デ・メディチの依頼で本作品の複製を制作した。ヨハン・ダーフィト・パサヴァンはイギリスのホウカム・ホールの作品をヴァザーリが制作した複製と考えた。ラファエロと比較すると品質に大きな隔たりがあるが、かなり正確に再現されている。ヴァザーリはまた、教皇の甥のインノチェンツォ・チーボ枢機卿のために描かれたジュリアーノ・ブジャルディーニの複製についても言及している。ここではルイージ・デ・ロッシはインノチェンツォ・チーボに置き換えられている。現在はローマのコルシーニ宮殿に飾られている。

## ギャラリー

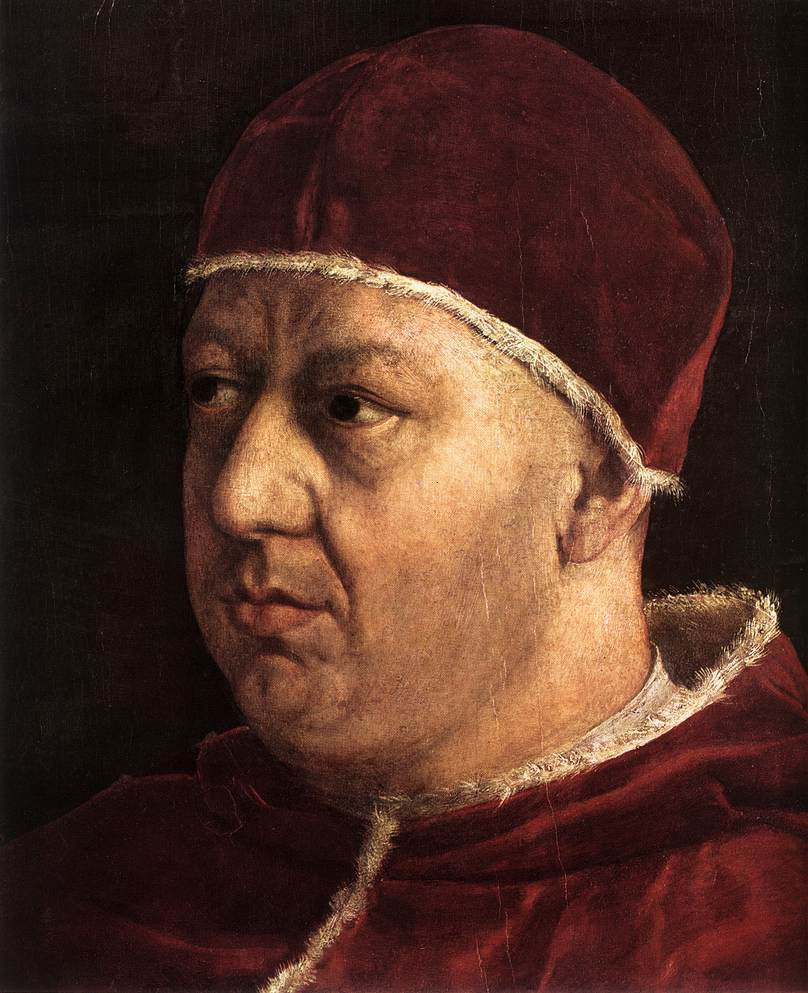
レオ10世（ディテール）
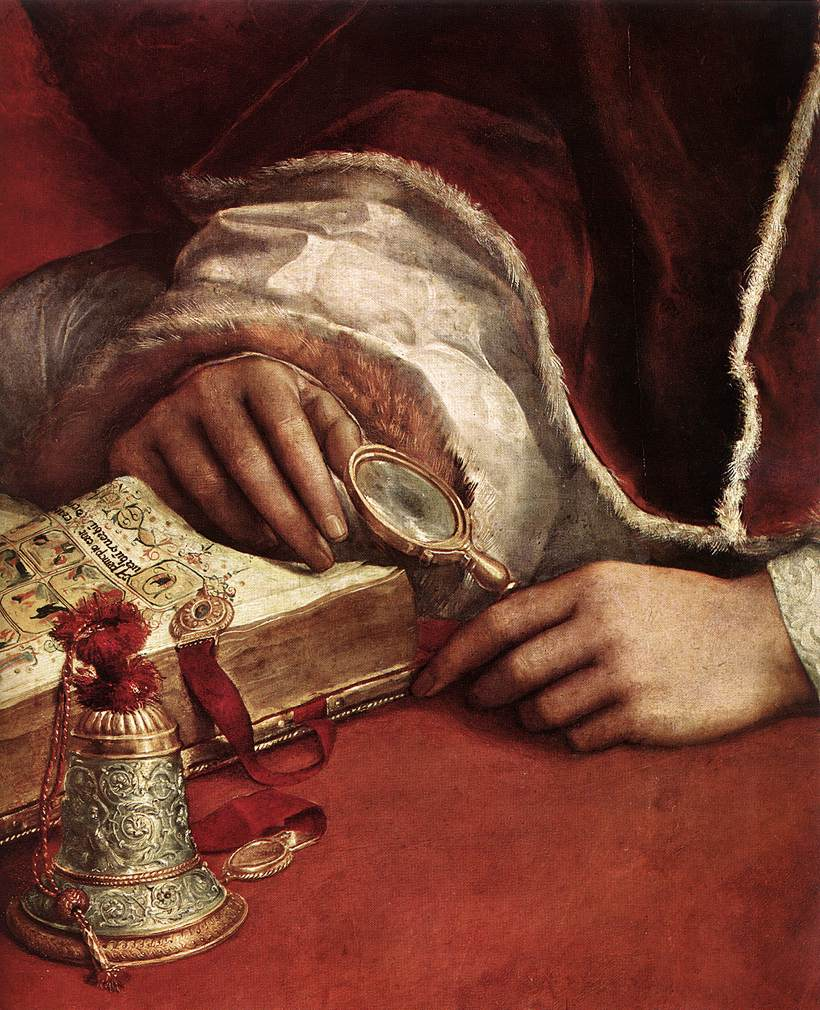
写本とベル（ディテール）
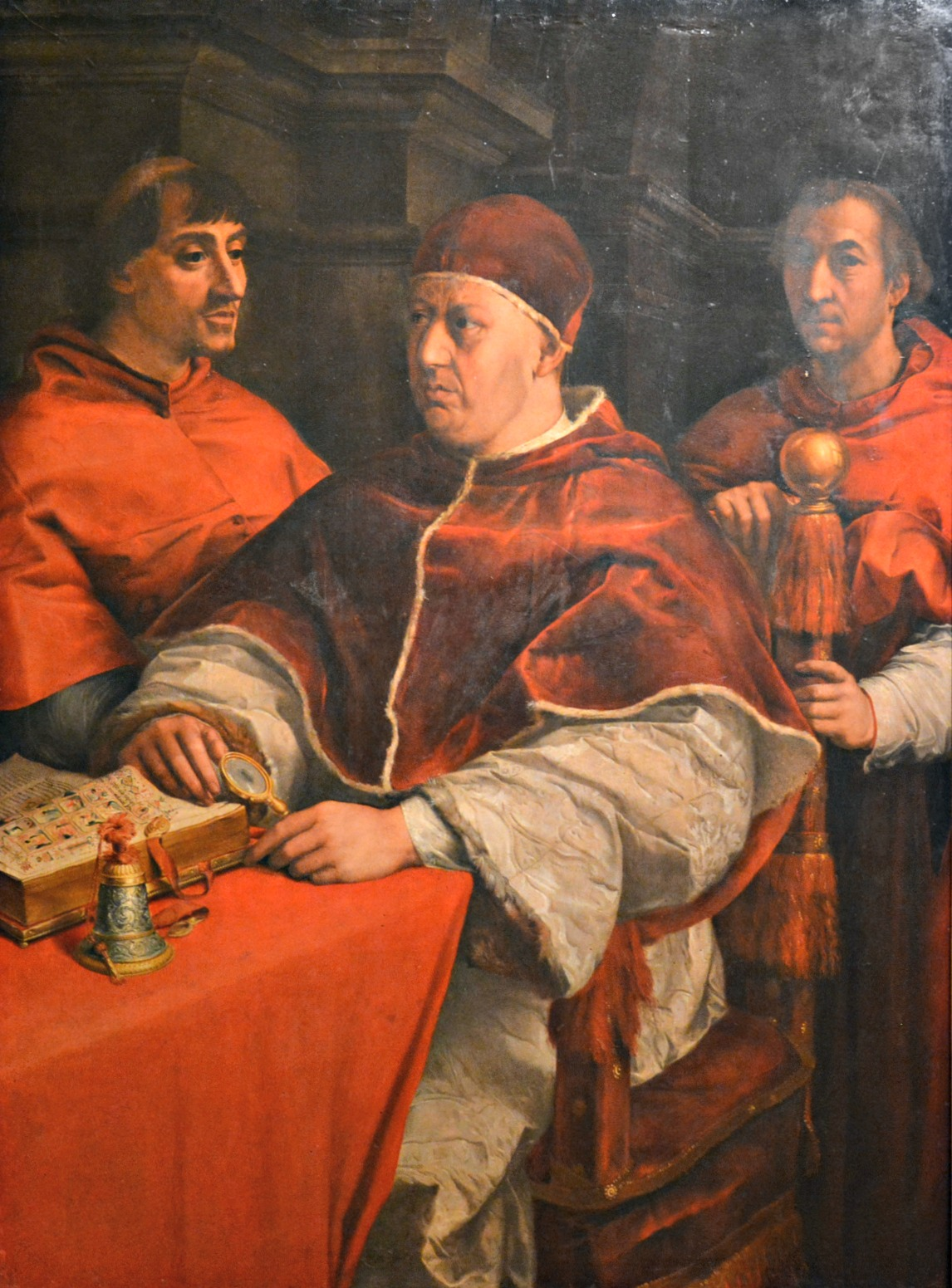
アンドレア・デル・サルトの複製。カポディモンテ美術館所蔵